# XVIIe congrès du Parti populaire
Le XVIIe congrès du Parti populaire (en espagnol : XVII Congreso Nacional del Partido Popular) est un congrès du Parti populaire (PP) espagnol, organisé du 17 février au 19 février 2012 à Séville, afin d'élire le comité exécutif et d'adopter les motions politiques et les nouveaux statuts.
Mariano Rajoy, président du PP depuis 2004, est largement réélu, quelques semaines après avoir remporté les élections générales à la majorité absolue. Il confirme María Dolores de Cospedal comme secrétaire générale.

## Contexte
Après avoir remporté les élections générales du 20 novembre 2011, Mariano Rajoy est élu président du gouvernement par le Congrès des députés le 20 décembre par 187 voix pour, 149 voix contre et 14 abstentions.

## Comité d'organisation
Au cours de sa réunion du 12 décembre 2011, le comité directeur national approuve la composition du comité d'organisation du congrès. Il est présidé par le président de La Rioja Pedro Sanz, les trois postes de vice-président revenant à Juan Carlos Vera, José Antonio Bermúdez de Castro et Antonio Sanz.

## Candidat à la présidence
| Candidat | Candidat | Candidat               | Fonction politique récente                                            |
| -------- | -------- | ---------------------- | --------------------------------------------------------------------- |
|          |          | Mariano Rajoy (56 ans) | Président du gouvernement (depuis 2011) Président du PP (depuis 2004) |

Le 28 décembre 2011, le comité d'organisation constate que Mariano Rajoy est le seul militant à avoir fait acte de candidature, et le proclame ainsi candidat unique à la présidence du PP.

## Déroulement

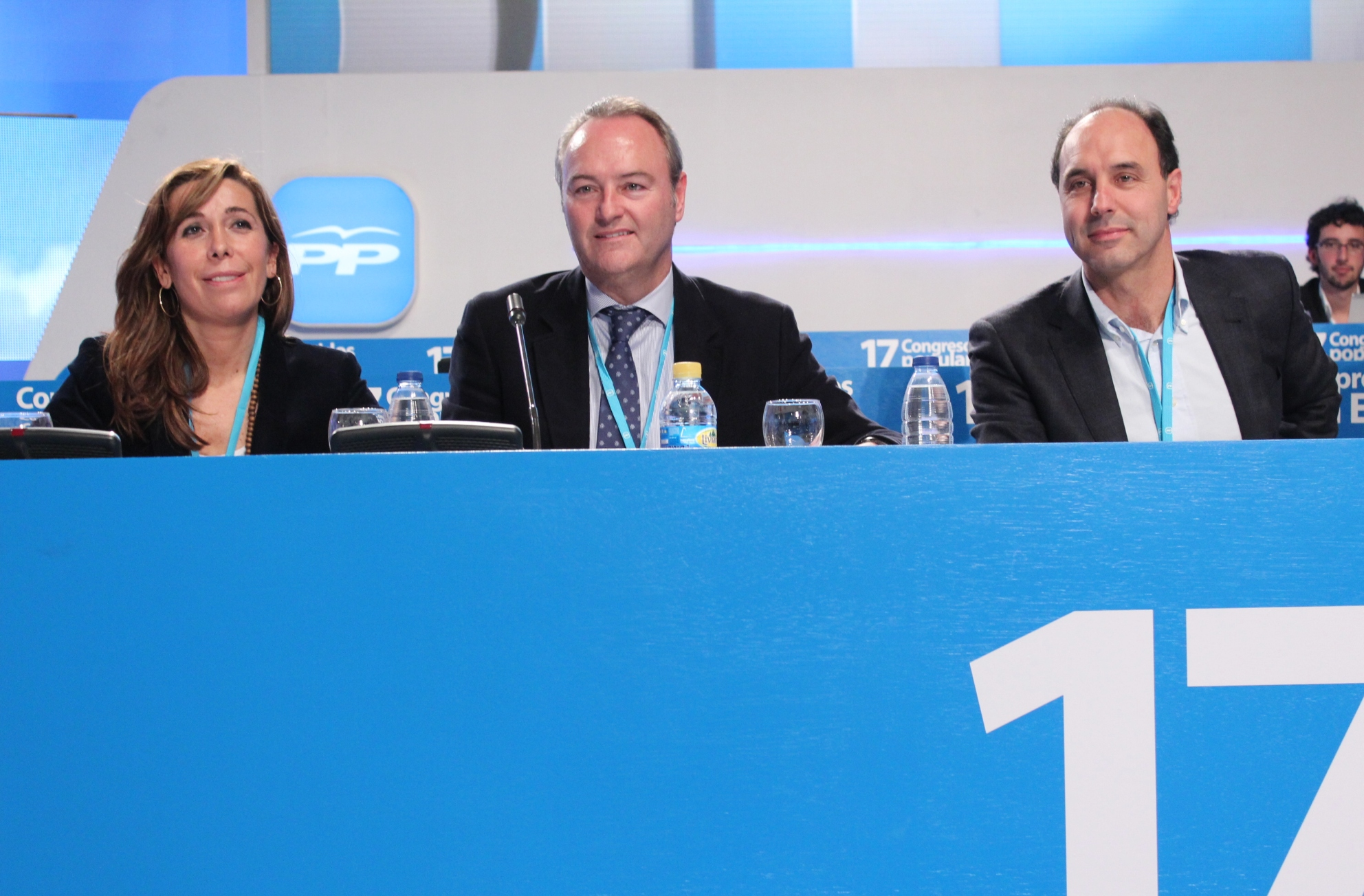
Les coordonnateurs de la motion statutaire.

La réunion des délégués est convoquée à Séville du 17 au 19 février 2012.
Cinq motions doivent être débattues au cours du congrès, rédigées par autant de groupes de travail : 
- Motion statutaire, coordonnée par Ignacio Diego, Alberto Fabra et Alicia Sánchez-Camacho ;
- Motion politique, coordonnée par Juan Vicente Herrera, Juan José Imbroda et Antonio Basagoiti ;
- Motion économique, coordonnée par Luisa Fernanda Rudi, José Antonio Monago et José Manuel Soria ;
- Motion sociale, coordonnée par Alberto Núñez Feijóo, Santiago Cervera et José Ramón Bauzá ;
- Motion de politique extérieure, coordonnée par Esperanza Aguirre, Ramón Luis Valcárcel et Juan Jesús Vivas.

Les cinq motions sont adoptées à l'unanimité des délégués ayant pris part au vote le 18 février. Les statuts organisent désormais le lancement d'une procédure disciplinaire contre tout responsable du parti faisant l'objet d'un procès, tandis que le parti souligne son engagement pour la reconnaissance des droits des personnes homosexuelles dans le respect des arrêts du Tribunal constitutionnel et le droit pour les élèves du système scolaire à recevoir un enseignement équilibré entre le castillan et les langues co-officielles.
La proposition du porte-parole parlementaire à l'Assemblée de Madrid Íñigo Henríquez de Luna, soutenue par la présidente de la communauté de Madrid Esperanza Aguirre, de réformer le système électoral pour la présidence afin que le président soit élu par l'ensemble des adhérents n'est pas soumise au vote, les rapporteurs de la motion relative aux statuts s'y opposant à l'unanimité.
L'ancien président de la Généralité valencienne Francisco Camps et son ex-secrétaire général Ricardo Costa font savoir à la veille du premier jour de congrès qu'ils ne seront pas présents à Séville. Leur venue était redoutée par la direction nationale, alors que Camps venait d'être acquitté dans un procès pour trafic d'influence et que Costa attend toujours d'être jugé dans une affaire de financement illégal du Parti populaire de la Communauté valencienne.

## Résultats
Le 18 février, Mariano Rajoy est réélu président du PP : sa liste pour le comité exécutif national reçoit le soutien de 97,56 % des délégués ayant pris part au vote, tandis que celle pour le comité directeur national obtient 97,44 %. Ce résultat, supérieur de plus de dix points au congrès de 2008, est inférieur au score enregistré lors du premier conclave d'élection de Rajoy, en 2004.

### Élection du comité exécutif national
| Candidat        | Candidat        | Voix  | %     |
| --------------- | --------------- | ----- | ----- |
|                 | Mariano Rajoy   | 2 525 | 97,56 |
|                 | Votes blancs    | 63    | 2,44  |
|                 |                 |       |       |
| Votes valides   | Votes valides   | 2 588 | 99,65 |
| Votes invalides | Votes invalides | 9     | 0,35  |
| Total           | Total           | 2 597 | 100   |

### Élection du comité directeur national
| Liste           | Liste           | Voix  | %     |
| --------------- | --------------- | ----- | ----- |
|                 | Mariano Rajoy   | 2 522 | 97,44 |
|                 | Votes blancs    | 66    | 2,56  |
|                 |                 |       |       |
| Votes valides   | Votes valides   | 2 588 | 99,73 |
| Votes invalides | Votes invalides | 7     | 0,27  |
| Total           | Total           | 2 595 | 100   |

### Composition du comité exécutif
À la suite de sa victoire, Rajoy annonce le nom des membres qu'il a choisi pour entrer dans la direction nationale du parti. Aucun ministre ne figure parmi les titulaires d'un poste à responsabilité, une décision annoncée aux intéressés par Mariano Rajoy le premier jour du congrès.
| Comité exécutif national                                      | Comité exécutif national      |
| ------------------------------------------------------------- | ----------------------------- |
| Président d'honneur                                           | José María Aznar              |
| Président                                                     | Mariano Rajoy                 |
| Secrétaire générale                                           | María Dolores de Cospedal     |
| Vice-secrétaire général à la Politique territoriale           | Javier Arenas                 |
| Vice-secrétaire général à l'Organisation et aux Élections     | Carlos Floriano               |
| Vice-secrétaire général aux Études et aux Programmes          | Esteban González Pons         |
| Coordonnateur à l'Organisation                                | Juan Carlos Vera              |
| Coordonnateur aux Études et aux Programmes                    | José María Beneyto            |
| Secrétaire exécutif à la Politique des communautés autonomes  | Juan José Matarí              |
| Secrétaire exécutif à la Politique locale                     | Manuel Cobo                   |
| Secrétaire exécutif à la Politique électorale                 | Vicente Tirado (es)           |
| Secrétaire exécutif à la Politique de formation               | Juan Carlos Aparicio          |
| Secrétaire exécutif aux Relations internationales             | José Ramón García Hernández   |
| Secrétaire exécutif du PP de l'extérieur                      | Alfredo Prada                 |
| Secrétaire sectoriel à l'Économie                             | Álvaro Nadal                  |
| Secrétaire sectoriel à la Santé et aux Affaires sociales      | José Ignacio Echániz          |
| Secrétaire sectoriel à la Participation sociale               | Gonzalo Robles                |
| Secrétaire sectoriel à la Culture                             | José María Lassalle           |
| Secrétaire sectoriel à l'Éducation et à l'Égalité             | Sandra Moneo                  |
| Secrétaire sectoriel à l'Agriculture et à l'Environnement     | Marisa Soriano (ca)           |
| Secrétaire sectoriel à la Justice, aux Droits et aux Libertés | Iñaki Oyarzábal               |
| Président du comité électoral                                 | Alicia Sánchez-Camacho        |
| Président du comité des droits et des garanties               | Alfonso Fernández Mañueco     |
| Membre                                                        | Miguel Arias Cañete           |
| Membre                                                        | Fátima Báñez                  |
| Membre                                                        | Rita Barberá                  |
| Membre                                                        | Roberto Bermúdez de Castro    |
| Membre                                                        | Ana Botella                   |
| Membre                                                        | Gerardo Camps                 |
| Membre                                                        | José Císcar                   |
| Membre                                                        | Miguel Ángel Cortés           |
| Membre                                                        | Jorge Fernández Díaz          |
| Membre                                                        | Lucía Figar (es)              |
| Membre                                                        | Cuca Gamarra                  |
| Membre                                                        | José Manuel García-Margallo   |
| Membre                                                        | María José García-Pelayo      |
| Membre                                                        | Ignacio González              |
| Membre                                                        | Juan José Lucas               |
| Membre                                                        | Teófila Martínez              |
| Membre                                                        | Vicente Martínez-Pujalte (es) |
| Membre                                                        | Ana Mato                      |
| Membre                                                        | Francisco Millán              |
| Membre                                                        | Cristóbal Montoro             |
| Membre                                                        | Dolors Montserrat             |
| Membre                                                        | Jorge Moragas                 |
| Membre                                                        | Ángeles Muñoz                 |
| Membre                                                        | Australia Navarro (es)        |
| Membre                                                        | José Ignacio Palacios Zuasti  |
| Membre                                                        | Ana Pastor                    |
| Membre                                                        | Pilar Rojo                    |
| Membre                                                        | Alberto Ruiz-Gallardón        |
| Membre                                                        | Soraya Sáenz de Santamaría    |
| Membre                                                        | Antonio Sanz                  |
| Membre                                                        | Maria Salom                   |
| Membre                                                        | Cristina Tavío (es)           |
| Membre                                                        | Celia Villalobos              |
| Membre                                                        | Juan Ignacio Zoido            |
| Membre                                                        | Marimar Blanco                |
| Membre                                                        | Luis de Grandes               |
| Membre                                                        | Federico Trillo               |
| Membre                                                        | Rosa Valdeón                  |